# Білан Олена Валеріївна
Білан Олена Валеріївна (нар. 1 вересня 1979) — український економіст. З 2006 р. працює в Dragon Capital, з 2009 р. її головний економіст (Chief Economist), відповідає за аналіз розвитку української економіки, розробку макропрогнозів та оцінку ситуації на борговому і валютному ринку.

## Життєпис і кар'єра
Згідно Thomson Reuters на другому місці серед аналітиків українського фінансового ринку (2013, 2014). 2016 року стала членом ради директорів Київської школи економіки.
Радник Центру економічної стратегії. Співпрацює з Мінекономрозвитку.
2002 р. отримала ступінь магістра економіки (економічної теорії) з відзнакою за міжнародною програмою EERC при Києво-Могилянській академії (під керівництвом професора Сергія Корабліна з тезами «Investigating Liquidity Effect in the Ukrainian Interbank Market»), та ступінь спеціаліста комп'ютерних наук НТУУ «КПІ».
З 2006 р. економіст/аналітик ринку облігацій Dragon Capital. Перед тим кілька років працювала в дослідницькому центрі Інституті економічних досліджень та політичних консультацій, як науковий співробітник, та інвестиційному фонді.
Міністерство економічного розвитку і торгівлі України за підтримки Білан у 2015 р. розробило стратегічні принципи економічного зростання країни — «Шлях до процвітання».
Входить до складу робочої підгрупи з питань бюджету — робочих підгруп з реформування системи управління державними фінансами України при Міністерстві фінансів України.
Член редакційної колегії VoxUkraine. Співзасновник Індексу моніторингу реформ (iMoPe), в котрому також зараз входить до редколегії.
Авторка праць у Journal of Comparative Economics, Springer та ін. Цитується BBC  [Архівовано 17 травня 2019 у Wayback Machine.], Радіо Свобода  [Архівовано 17 травня 2019 у Wayback Machine.], Укрінформ  [Архівовано 17 травня 2019 у Wayback Machine.], Kyiv Post‎, Голос Америки  [Архівовано 17 травня 2019 у Wayback Machine.], Reuters  [Архівовано 17 травня 2019 у Wayback Machine.].

## Праці
- Siliverstovs, Bosiss, and Olena Bilan, 2005. Modeling Inflation Dynamics in Transition Economies: The Case of Ukraine. Eastern European Economics Vol. 43, No. 6, pp. 66-81.
- Vinhas de Souza, Lucio; Schweickert, Rainer; Movchan, Veronica; Bilan, Olena; Burakovsky, Igor. Now So Near, and Yet Still So Far: Relations between Ukraine and the European Union. [Collective Volume Article] Return to Growth in CIS Countries: Monetary Policy and Macroeconomic Framework. Vinhas de Souza, Lucio. Havrylyshyn, Oleh, eds., Berlin and New York: Springer, 2006.
- Bilan, Olena and Kryshko, Maxym. Does Monetary Policy Transmission in Ukraine Go Through the Interest Rates? (September 30, 2008). EERC Working Paper Series.
- Ukraine crisis media center, "Urgency and priorities for the reforms in Ukraine, " joint with Roger B. Myerson, George Logush, and Tymofiy Mylovanov, September 10, 2014.